# Massariosphaeria erucacea
Massariosphaeria erucacea är en svampart som beskrevs av Kohlm., Volkm.-Kohlm. & O.E. Erikss. 1996. Massariosphaeria erucacea ingår i släktet Massariosphaeria, ordningen Pleosporales, klassen Dothideomycetes, divisionen sporsäcksvampar och riket svampar.   Inga underarter finns listade i Catalogue of Life.